# خس (جنس)
الخس (باللاتينية: Lactuca) جنس نباتي يتبع الفصيلة النجمية أو المركبة (باللاتينية: Asteraceae) ويضم حوالي 100 نوع أهمها الخس المزروع بينما تعد معظم البقية حشائش ضارة.

## من أنواعهالواطنةفيالوطن العربي
- الخس الأطلسي (باللاتينية: Lactuca atlantica) في المغرب العربي
- الخس ثلاثي الأركان (باللاتينية: Lactuca triquetra) في بلاد الشام
- الخس الدرني (باللاتينية: Lactuca tuberosa) في بلاد الشام وحوض البحر الأسود
- الخس السوحري (باللاتينية: Lactuca viminea) في بلاد الشام والمغرب العربي وقبرص وتركيا ومعظم مناطق أوروبا
- الخس الشائك (باللاتينية: Lactuca aculeata) في بلاد الشام وتركيا وأرمينيا
- الخس الشرقي (باللاتينية: Lactuca orientalis) في بلاد الشام ومصر وتركيا وأرمينيا وأذربيجان
- الخس صغير الرأس (باللاتينية: Lactuca microcephala) في بلاد الشام وتركيا وأرمينيا
- الخس الصفصافي (باللاتينية: Lactuca saligna) في المشرق العربي
- الخس العربي (باللاتينية: Lactuca arabica) في الجزيرة العربية
- الخس غير الشائك (باللاتينية: Lactuca inermis) في اليمن وأفريقيا جنوب الصحراء
- الخس اللبني (باللاتينية: Lactuca mulgedioides) في بلاد الشام وتركيا
- الخس المتموج (باللاتينية: Lactuca undulata) في بلاد الشام وقبرص وتركيا وأرمينيا وأذربيجان
- الخس المنشاري (باللاتينية: Lactuca serriola) في بلاد الشام ومصر والمغرب العربي وأوروبا والقوقاز
- الخس النوميدي (باللاتينية: Lactuca numidica) في المغرب العربي
- الخس اليمني (باللاتينية: Lactuca yemensis) في اليمن

## من أنواعه الأخرى
- الخس الأذربيجاني (باللاتينية: Lactuca azerbaijanica) في إيران
- الخس الألابامي (باللاتينية: Lactuca alabamensis) في جنوب الولايات المتحدة
- الخس الأوغندي (باللاتينية: Lactuca ugandensis) في وسط أفريقيا
- الخس البرانسي (باللاتينية: Lactuca pyrenaica) في جنوب غرب أوروبا
- الخس ثنائي الحول (باللاتينية: Lactuca biennis) في الولايات المتحدة
- الخس الجبار (باللاتينية: Lactuca quercina) في آسيا وأوروبا
- الخس الجداري (باللاتينية: Lactuca muralis) في أوروبا
- الخس الجورجي (باللاتينية: Lactuca georgica) في جورجيا والقوقاز
- الخس الحبشي (باللاتينية: Lactuca abyssinica) في شرق أفريقيا
- الخس الخراساني (باللاتينية: Lactuca khorasanica) في إيران
- الخس الدموي (باللاتينية: Lactuca sanguinea) في الولايات المتحدة
- الخس سميك الأوراق (باللاتينية: Lactuca crassifolia)
- الخس السهمي (باللاتينية: Lactuca sagittata) في جنوب أوروبا وتركيا
- الخس السيبيري (باللاتينية: Lactuca sibirica) في سيبيريا
- الخس الشعري (باللاتينية: Lactuca hirsuta) في شرق الولايات المتحدة وشرق كندا
- الخس الشعيري (باللاتينية: Lactuca hispida) في تركيا
- الخس الصباحي (باللاتينية: Lactuca cataonica)
- الخس الضعيف (باللاتينية: Lactuca debilis)
- الخس الفلوريدي (باللاتينية: Lactuca floridana) في شرق الولايات المتحدة
- الخس القشري (باللاتينية: Lactuca decorticata)
- الخس الكريتي (باللاتينية: Lactuca cretica)
- الخس الكشميري (باللاتينية: Lactuca kashmiriana)
- الخس الكندي (باللاتينية: Lactuca canadensis)
- الخس متباين الأوراق (باللاتينية: Lactuca diversifolia)
- الخس المتطاول (باللاتينية: Lactuca prolixa)
- الخس متكامل الأوراق (باللاتينية: Lactuca integrifolia) في الولايات المتحدة
- الخس المزروع (باللاتينية: Lactuca sativa)
- الخس المعقد (باللاتينية: Lactuca intricata)
- الخس المعمر (باللاتينية: Lactuca perennis)
- الخس مقطع الأوراق (باللاتينية: Lactuca dissecta)
- الخس النفاذ (باللاتينية: Lactuca virosa)
- الخس الياباني (باللاتينية: Lactuca japonica) في شرق اليابان